# جون ليمان سميث
جون ليمان سميث هو مبشر وسياسي أمريكي، ولد في 17 نوفمبر 1828 في Potsdam, New York ‏ في الولايات المتحدة، وتوفي في 21 فبراير 1898 في سانت جورج في الولايات المتحدة.